# デバイスシミュレーション
デバイスシミュレーション英: device simulationは、電界効果トランジスタ等の半導体素子の断面構造もしくは3次元構造を入力し、そのデバイスの動作を確認するシミュレーション。そのシミュレーションを行うシミュレータをデバイスシミュレータと言う。
計算内容は、シミュレータにより異なるが、DC解析や小信号AC解析、ハーモニックバランス法を使用した大信号解析、過渡解析等が可能である。
構造は細かい領域(メッシュと言う)で区切られ、印加電圧や境界条件や使用モデル等の条件の設定が必要である。計算結果は、端子を流れる電流やSパラメータの様な実際に測定において確認できる結果のみでなく、各メッシュ点の電位(ポテンシャル)、電子密度、ホール密度等のパラメータの確認も可能である。
プロセスシミュレータと組み合わせてプロセス条件を変更した場合のデバイス特性がどの様に変化するかを確認するシミュレータの統合も可能で、これをTCADと言う。

## 原理
デバイスシミュレータでは、基本となる3種類の方程式である、電荷とポテンシャル分布の関係を決定するポアソン方程式、電子電流とホール電流を決定する電流連続の式、電子とホールの生成再結合を表すボルツマン方程式を使用する。解析する構造は、微小な領域(メッシュ、グリッド等と呼ぶ)により区切られ、それぞれの領域で前記の方程式を行列等を用いて計算する。
実際には、この基本式以外に、移動度や禁制帯等、各種のモデル式を使用するため、合計で10種類以上の式が使用される。メッシュ点が数百から数千個で、ほとんどの式が非線形な式であるため、計算時間に数十時間かかることも珍しくない。
メッシュ点の切り方としては、初期のシミュレータでは、縦横の端から端までメッシュ線を引く、長方形のメッシュを使用した方法が一般であった。この方法では、構造が複雑でメッシュの細分化が必要な領域があった場合、同じX座標やY座標の領域全ても細かくメッシュが切られてしまうと言う問題があった。これを回避するために考えられた方法が、有限要素法である。この方法では、構造を三角形のメッシュで切ることにより、細分化が必要な領域のみメッシュ間隔を細かくし、全体のメッシュ数の低減を図ることが可能となった。
計算に用いる物理モデルは、様々なモデルが存在している関係で、自由にどのモデルを使用するか選択することが可能である。これは、使用するモデルにより結果が異なってくることを意味しており、使用するためには半導体物理に関しての知識が必要となる。

## 歴史
当初、半導体製造各社は自社での設計・生産を行っていたため、各社のCAD部門が、それぞれシミュレータの開発を行っていた。しかし、1980年頃になりCADメーカの登場により、状況は一変する。スタンフォード大学で開発したデバイスシミュレータPISCES(ピーシーズ)をベースに、商業化を行ったのが、TMA(Technology Modeling Associates)社である。1979年に、TMA社はデバイスシミュレータ MEDICI (メディチ)を発表、1989年にシルバコ・インターナショナル社もATLAS(アトラス)を、ISE(Integrated Systems Engineering AG)社もDESSIS(デシス)の発表を行った。
これら、3大メーカ以外にも様々なメーカーがデバイスシミュレータを発表したが、通常のCADと違い、ユーザーが限定されるものであるため、一般のCADで使われている製品を販売後、保守費用で利益を上げると言うビジネスモデルは成立しにくく、ほとんどのメーカは撤退することになった。
3大メーカも、TMA社は1998年にアヴァンティ社に買収された。その後、2001年にアヴァンティ社はシノプシス社に買収され、ISE社も2004年にシンプシス社に買収された。

## 主なメーカと製品
- DESSIS (シノプシス社)
- ATLAS （シルバコ社）

## 関係項目
- TCAD
- EDA
- シミュレーション